# Пейзаж с обелиском
«Пейзаж с обелиском» — картина Говерта Флинка, написанная в 1638 году. Долгое время картине приписывали авторство Рембрандта. В 1990 году картина была украдена из бостонского Музея Изабеллы Стюарт Гарднер и до сих пор её местонахождение не известно.
Драматичное изображение грозы напоминает пейзажи Рембрандта 1630-х годов, однако в 80-х годах XX века специалисты установили, что картина принадлежит кисти его ученика Говерта Флинка. В окрестностях Амстердама было два обелиска, обозначавших границы города, однако, судя по горному пейзажу, на картине изображена не Голландия.
Коллекционер и меценат Изабелла Стюарт Гарднер увлеклась голландской живописью и приобрела несколько картин, включая «Пейзаж с обелиском»; впоследствии они пополнили собрание основанного ей музея в Бостоне. Вскоре её интерес к творчеству Рембрандта и друхих голландских художников иссяк.
Картина была выставлена в музее Изабеллы Стюарт Гарднер; 18 марта несколько воров, переодетых в полицейскую форму, выкрали из музея 13 работ известных художников, среди них — «Концерт» Яна Вермеера, два полотна и один набросок Рембрандта, работы Эдуарда Мане и Эдгара Дега. 18 марта 2013 года представители ФБР заявили о раскрытии ограбления и о том, что картины были похищены организованной преступной группировкой, однако их местонахождение на данный момент не известно.